# Kellerei Eberbach
Die Kellerei Eberbach war neben den Kellereien Hilsbach, Lohrbach und Neckarelz eines der unteren Ämter im Oberamt Mosbach, einem Verwaltungsbezirk der Pfalzgrafschaft Mosbach und ab 1499 bis 1803 der Kurpfalz.
Das seit 1357 bezeugte Amt Eberbach wurde um 1450 dem Oberamt Mosbach unterstellt und für Eberbach blieb nur die Aufgabe der Kellerei. Der Keller hatte seinen Sitz im Thalheimschen Haus und wurde in der Regel durch den Mosbacher Oberamtmann eingesetzt. Der Keller, oder auch Amtmann genannt, war gleichzeitig der Schultheiß der Stadt.
Die Aufgabe des Kellers bestand in der Einziehung von Abgaben in den ihm unterstellten Orten. Der Kellerei Eberbach unterstanden: Igelsbach, Lindach, Neckarwimmersbach, Oberdielbach, Pleutersbach, Rockenau und Waldkatzenbach.
Nach Auflösung der Kurpfalz (1803) durch den Reichsdeputationshauptschluss und dreijähriger Zugehörigkeit (1803–1806) zum Fürstentum Leiningen kam das Oberamt Mosbach und mit ihm die Kellerei Eberbach zu Baden.
In Eberbach entstand ab 1806 ein neues badisches Amt, das spätere Bezirksamt Eberbach, das bis 1924 bestand.